# Joan O'Brien
Joan Marie O'Brien (Cambridge, Massachusetts, 14 de febrero de 1936-San Antonio, Texas, 5 de mayo de 2025) fue una actriz y cantante estadounidense. Se dio a conocer actuando en programas de televisión en las décadas de 1950 y 1960 y como coprotagonista de películas junto a Cary Grant, Elvis Presley, John Wayne y Jerry Lewis.

## Primeros años
Joan O'Brien nació el día de San Valentín de 1936 en Cambridge, Massachusetts, hija de David y Rita O'Brien. La familia se trasladó a California cuando O'Brien era una niña y la inscribieron en clases de danza cuando tenía ocho años. O'Brien se graduó en el Chaffey Union High School de Ontario, California.

## Carrera
Las dotes como cantante de O'Brien llamaron la atención del artista y miembro del Salón de la Fama del Country Cliffie Stone, que la contrató como artista habitual en su programa de televisión Hometown Jamboree antes de que se graduara en el instituto. En 1954, pasó a formar parte del programa The Bob Crosby Show, en el que permaneció hasta poco antes de su cancelación en 1958. Coprotagonizó junto a Cary Grant y Tony Curtis la película de 1959 Operation Petticoat.
Lawrence Welk contrató a O'Brien como sustituta de una semana de su champanera Alice Lon en julio de 1959. O'Brien había llamado la atención de Welk años antes como cantante en el programa de Bob Crosby pero, en aquel momento, Welk había decidido no contratarla porque todavía era una adolescente.
O’Brien actuó en varios episodios del western televisivo Bat Masterson. En el episodio S2E01 "To the Manner Born" (1959) interpretó a la prometedora soprano de ópera Dora Miller.
O'Brien interpretó a la superviviente Susanna Dickinson en el largometraje épico de John Wayne de 1960, que narraba la batalla de The Alamo. Ese mismo año, O'Brien actuó como solista para el compositor Buddy Bregman en el club nocturno Moulin Rouge de Los Ángeles. En 1961 O'Brien volvió a coprotagonizar junto a John Wayne su interés amoroso en The Comancheros.
Las actrices Sheree North, Sabrina, y Sue Carson se unieron a O'Brien en una gira de Playgirls en 1961, apareciendo en el Riverside Hotel en Reno, Nevada.
O'Brien interpretó a la novia de Elvis Presley en la película de 1963 It Happened at the World's Fair.
Sus actuaciones más frecuentes fueron en televisión durante la década de 1960. Hizo dos apariciones como invitada en Perry Mason: en 1960 interpretó a Betty Roberts en "The Case of the Singing Skirt", y en 1965 a Jill Fenwick en "The Case of the Lover's Gamble". En 1964, O'Brien participó como estrella invitada en un episodio de The Man from UNCLE. Robert Vaughn, estrella de la serie, le dio posteriormente el papel de Ofelia en Hamlet, en el Pasadena Playhouse.
Una vez finalizada su carrera como actriz, O'Brien cantó con la banda de Harry James en 1968.

## Televisión

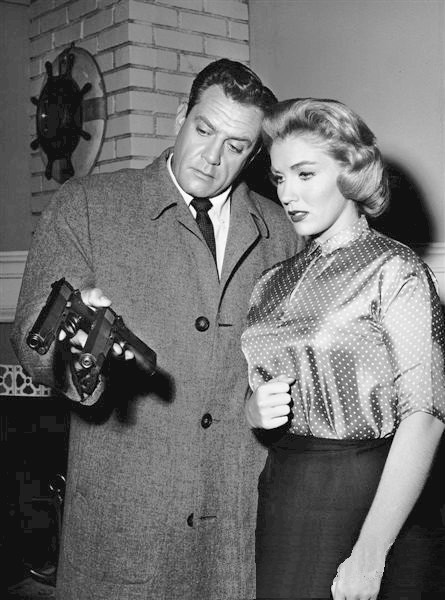
Con Raymond Burr en Perry Mason, 1960

| Año  | Título                              | Papel            | Notas                          |
| ---- | ----------------------------------- | ---------------- | ------------------------------ |
| 1949 | Hometown Jamboree                   | Ella misma       | como Joanie O'Brien            |
| 1954 | The Bob Crosby Show                 | Ella misma       | Artista habitual               |
| 1955 | The Easter Seal Teleparade of Stars | Ella misma       | como Joanie O'Brien, singer    |
| 1957 | Shower of Stars                     | Herself          | como Joanie O'Brien            |
| 1958 | M Squad                             | Marla Ross       | The Take Over                  |
| 1959 | Riverboat                           | Sonja Torgin     | The Fight Back                 |
| 1959 | Markham                             | Julia Conrad     | We Are All Suspect             |
| 1959 | Man Without a Gun                   | Ellen Duncan     | Face of the Moon               |
| 1959 | Bat Masterson                       | Dolores Clark    | One Bullet from Broken Bow     |
| 1959 | Bat Masterson                       | Dora Miller      | Shakedown at St. Joe           |
| 1960 | Bat Masterson                       | Eileen McDermott | High Card Loses                |
| 1960 | Wagon Train                         | Candy O'Hara     | The Candy O'Hara Story         |
| 1960 | Cheyenne                            | Selma Dawson     | Incident at Dawson Flats       |
| 1960 | Wagon Train                         | Victoria         | The Luke Grant Story           |
| 1960 | The Westerner                       | Libby            | The Courting of Libby          |
| 1960 | The Islanders                       | Ann Brenner      | The Terrified Blonde           |
| 1960 | Lock-Up                             | Claudia Scott    | Flying High                    |
| 1960 | The Deputy                          | Emily Price      | Meet Sergeant Tasker           |
| 1960 | The Chevy Mystery Show              | Susan Hudson     | Enough Rope                    |
| 1960 | Bronco                              | Judith Castle    | La Rubia                       |
| 1960 | The Alaskans                        | Fay Campbell     | Kangaroo Court                 |
| 1960 | Perry Mason                         | Betty Roberts    | The Case of the Singing Skirt  |
| 1960 | Bachelor Father                     | Janice McCleery  | Kelly, the Matchmaker          |
| 1960 | Bachelor Father                     | Janice McCleery  | Dear Bentley                   |
| 1961 | Bachelor Father                     | Janice McCleery  | Kelly's Graduation             |
| 1961 | Surfside 6                          | Linda Faris      | Jonathan Wembley Is Missing    |
| 1961 | The Roaring 20's                    | Mona Fenton      | No Exit                        |
| 1961 | Whispering Smith                    | Marilyn Manning  | The Idol                       |
| 1961 | Adventures in Paradise              | Lila Simmons     | Wild Mangoes                   |
| 1961 | Bringing Up Buddy                   | Ruth Grayson     | The Singer                     |
| 1961 | G.E. True                           | Meryle           | Tippy-Top                      |
| 1962 | Rawhide                             | Melinda Stimson  | The Pitchwagon                 |
| 1962 | Bus Stop                            | Julie            | The Ordeal of Kevin Brooke     |
| 1962 | Follow the Sun                      | Nita Parker      | Annie Beeler's Place           |
| 1962 | The Tall Man                        | Marilee          | The Impatient Brides           |
| 1962 | Outlaws                             | Laurie           | A Bit of Glory                 |
| 1963 | The Dick Van Dyke Show              | Jane Leighton    | The Foul Weather Girl          |
| 1964 | The Man from U.N.C.L.E.             | Chris Brinel     | The Green Opal Affair          |
| 1964 | The Virginian                       | Joan             | The Dark Challenge             |
| 1964 | The Lieutenant                      | Ruth             | Lament for a Dead Goldbrick    |
| 1965 | Perry Mason                         | Jill Fenwick     | The Case of the Lover's Gamble |

## Películas
| Year | Title                           | Role                    | Notes |
| ---- | ------------------------------- | ----------------------- | ----- |
| 1958 | Handle with Care                | Mary Judson             |       |
| 1959 | Operation Petticoat             | Lt. Dolores Crandall RN |       |
| 1960 | The Alamo                       | Susanna Dickinson       |       |
| 1961 | The Comancheros                 | Melinda Marshall        |       |
| 1962 | Six Black Horses                | Kelly                   |       |
| 1962 | Samar                           | Cecile Salazar          |       |
| 1962 | It's Only Money                 | Wanda Paxton            |       |
| 1962 | We Joined the Navy              | Lt. Carol Blair         |       |
| 1963 | It Happened at the World's Fair | Diane Warren            |       |
| 1964 | Get Yourself a College Girl     | Marge Endicott          |       |